# Gliese 1062
Gliese 1062 är en ensam stjärna i den norra delen av stjärnbilden Eridanus. Den har en skenbar magnitud av ca 13,01 och kräver  ett teleskop för att kunna observeras.  Baserat på parallax enligt Gaia Data Release 2 på ca 61,9 mas, beräknas den befinna sig på ett avstånd på ca 53 ljusår (ca 16 parsek) från solen. Den rör sig närmare solen med en heliocentrisk radialhastighet på ca -85 km/s. Den har en stor egenrörelse av 3,033 bågsekunder per år över himlavalvet.

## Egenskaper
Gliese 1062 är en orange till röd dvärgstjärna av spektralklass M2.5 VI och är en av de tre underdvärgar som 1940 identifierades av G. Kuiper. Den har en massa som är ca 0,255 solmassa, en radie som är ca 0,202 – 0,411 solradie och har ca 0,0055 gånger solens utstrålning av energi från dess fotosfär vid en effektiv temperatur av ca 3 500 K. Stjärnan antas troligen ingå i halopopulationen och är en MACHO.